# Takuma Takeda
Takuma Takeda (jap. 武田 拓真, Takeda Takuma; * 12. Oktober 1995 in der Präfektur Wakayama) ist ein japanischer Fußballspieler.

## Karriere
Takuma Takeda erlernte das Fußballspielen in der Jugendmannschaft des Nanki JFC, in den Schulmannschaften der Kaohsiung Middle School und der Chuo Gakuin High School sowie in der Universitätsmannschaft der Tokai Gakuen University. Seinen ersten Vertrag unterschrieb er 2018 bei Fagiano Okayama. Der Verein aus Okayama, einer Hafenstadt in der Präfektur Okayama auf Honshū, der Hauptinsel von Japan, spielte in der zweithöchsten japanischen Liga, der J2 League. Nach insgesamt sechs Zweitligaspielen wechselte er im Januar 2021 zum Drittligisten Iwate Grulla Morioka nach Morioka. Ende der Saison 2021 feierte er mit Iwate die Vizemeisterschaft und den Aufstieg in die zweite Liga. In der zweiten Liga kam er in der Hinrunde nicht zum Einsatz. Am 1. Juli 2022 wurde sein Vertrag aufgelöst.

## Erfolge
Iwate Grulla Morioka
- J3 League: 2021 (Vizemeister)  ▲